# Parc national du Grand Himalaya
Le parc national du Grand Himalaya (Great Himalayan National Park en anglais et महान हिमालयी राष्ट्रीय उद्यान en hindi) est situé dans l'État de l'Himachal Pradesh en Inde. Il est classé depuis 2014 comme site naturel du patrimoine mondial.

## Historique
Créé en 1984, le parc devient un parc national en 1999. En 2010, deux sanctuaires de protection de la faune, les sanctuaires de Sainj et de Tirthan sont ajoutés au parc. Enfin, en 2014, il est ajouté à la liste du patrimoine mondial de l'UNSECO lors du comité de Doha.

## Biodiversité
Le parc est situé dans une zone de transition biogéographique le long d'une zone de transition à deux axes, est-ouest et nord-sud, ce qui représente une grande diversité d'habitats et un rassemblement d'espèces unique. Il comporte un habitat contigu et non perturbé qui n'existe nulle part ailleurs dans le monde, en raison de son éloignement qui limite la pression humaine.
58% des espèces recensées sont endémiques à la zone. Le parc accueille de nombreuses espèces menacées, notamment d'oiseaux, et compte parmi les derniers spécimens sauvages de Morus serrata (en), une espèce de mûrier. Parmi les espèces menacées présentes on peut noter :
- Le Tragopan de Hastings
- La panthère des neiges
- Le porte-musc de l'Himalaya
- L'ours noir d'Asie
- L'ours Isabelle
- Le jharal

## Protection de la nature
L'isolement du parc assure une première protection de la nature face à l'activité humaine. Il n'y a en effet pas de route qui permet d'y accéder, il faut randonner une journée pour y arriver. De plus le parc a été le premier d'Inde à mettre en place un système d'écodéveloppement afin d'associer la protection de la biodiversité au développement économique des populations locales. Des groupes de microcrédit gérés par les femmes ont notamment été créés, et des cueilleurs de plantes médicinales se sont reconvertis en guides.
L'écotourisme s'est développé, le parc accueille désormais chaque année environ 1500 randonneurs dont 10 % d'étrangers. De plus, l'écozone qui entoure le parc accueille environ 50 000 touristes par an.